# Studio 54

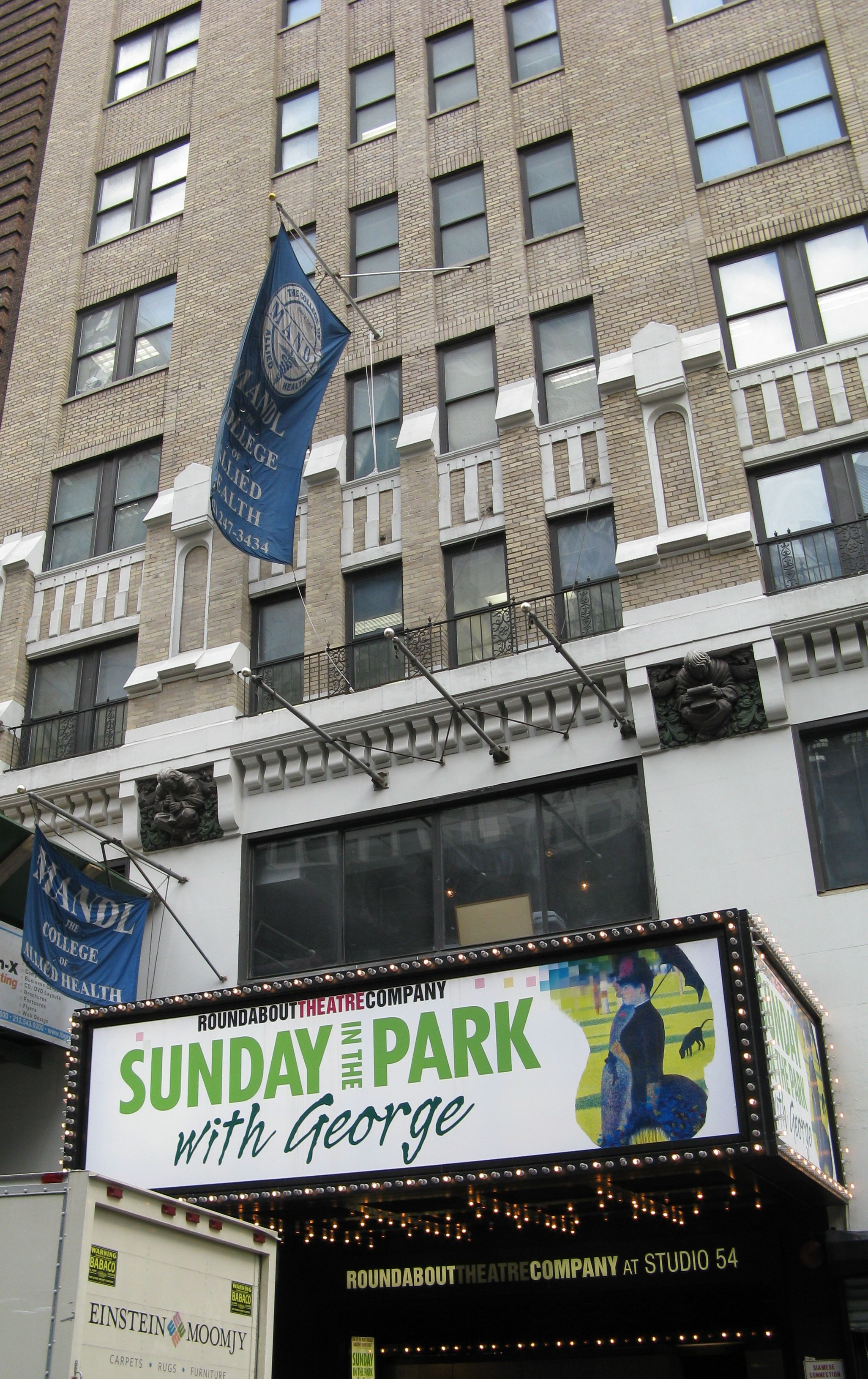
Budynek klubu w 2008 roku

Studio 54 – nowojorski klub nocny mieszczący się przy 254 West 54th Street na Manhattanie. Działał w latach 1977-1980.

## Początek
Klub założyli Steve Rubell, Ian Schrager, oraz Jack Dushey. Rubell i Schrager byli przyjaciółmi znającymi się jeszcze z czasów, kiedy studiowali na Uniwersytecie Syracuse. Dushey został ich cichym wspólnikiem, który wniósł przede wszystkim pieniądze na urządzenie klubu. Miejsce, które wybrali Rubell i Schrager było ogromne. Na początku mieli obawy, czy będą w stanie zagospodarować taką przestrzeń, ale ich wspólny znajomy Uva Harden przekonał ich, że tak. Budynek znajdował się przy 254 West 54th Street na Manhattanie. Powstał w 1927 roku i na początku swego istnienia był teatrem, później przez dekady służył stacji CBS jako studio nagraniowe dla programów radiowych i telewizyjnych (stąd też nazwa Studio, liczba 54 nawiązywała po prostu do adresu). W styczniu 1977 roku stał pusty, wtedy właśnie został wynajęty przez Rubella i Schragera. Koszt remontu miał wynieść 400 tysięcy dolarów.
Rubell i Schrager chcieli, by wnętrza klubu różniły się od tych znanych w innych lokalach. Miało być dużo świateł, kolorowych dekoracji, przestrzeni dla gości, a centralnym punktem Studia powinien zostać parkiet. Wszystkie meble oprócz baru i konsolety były ruchome. Chodziło o to, by z imprezy na imprezę móc zmieniać wystrój klubu. Efektami dźwiękowymi i świetlnymi sterował komputer – było to pierwsze takie rozwiązanie w nocnym klubie w USA. Za architekturę wnętrz odpowiadała firma Aerographics. To oni zaprojektowali słynny wiszący półksiężyc z ludzką twarzą, który wciąga kokainę ze srebrnej łyżeczki. Oświetlenie zaprojektował duet Paul Marantz – Jules Fisher, którzy wcześniej odpowiadali za koncerty The Rolling Stones. Cała aranżacja klubu zajęła 6 tygodni.
Rozreklamowaniem Studia jeszcze przed otwarciem zajął się sam Rubell przy pomocy Carmen D’Alessio, która była jedną z pierwszych promotorek imprez klubowych. Spotykali się oni z członkami nowojorskiej śmietanki towarzyskiej i wspominali, że wkrótce otworzy się w mieście nowe, ekskluzywne miejsce idealne dla nich.

## Otwarcie
Datę otwarcia wyznaczono na 26 kwietnia 1977 roku. Punktualnie o 21:00 otwarto wejście. Przy drzwiach stał Mark Benecke, który miał decydować o tym, kto wejdzie do klubu. Selekcje wprowadzono na wzór nowojorskich klubów dla gejów. Na liście zaproszonych gości pojawiły się gwiazdy (m.in. Mikhail Baryshnikov, Mel Brooks, Yul Brynner, Cary Grant, Halston, Dustin Hoffman, Calvin Klein, Sidney Lumet, Al Pacino, Lee Radziwill) oraz wielu dziennikarzy z najważniejszych gazet w USA (m.in. Playboy, Vogue, New York Times, Billboard, People, New Yorker, Rolling Stone). Początek wieczoru nie zapowiadał jednak sukcesu. W klubie gości było niewielu, a właściciele zaczęli się denerwować. Wszystko zmieniło się o północy, tłum przed wejściem był tak duży, że nie można było otworzyć drzwi (otwierały się na zewnątrz). Na ulicy w limuzynie czekał na wejście Frank Sinatra, ale w końcu nie dał rady przedrzeć się przez tłum i nie wszedł do środka. Jack Nicholson też nie dostał się do Studia. Szczęśliwcy, którzy weszli, a było ich ponad tysiąc, podziwiali nowoczesny i oryginalny wystrój nowego klubu. Tańczyli w rytm disco, które z winylowych płyt puszczał DJ Richie Kaczor. Tej nocy na parkiecie można było spotkać m.in. Cher, Grace Jones, Margaux Hemingway i Biankę Jagger. Dzień później na pierwszej stronie New York Post pojawiło się zdjęcie Cher, i choć Studio 54 nie zostało wymienione z nazwy, był to pierwszy raz, kiedy fotografia z dyskoteki znalazła się na okładce poczytnej gazety.

## Działalność
Otwarcie okazało się wielkim sukcesem, a na kolejną dużą imprezę nie trzeba było długo czekać. Już 2 maja projektant mody Halston wyprawił w Studio 54 imprezę urodzinową dla Bianki Jagger. Powstało wtedy słynne zdjęcie, na którym nagi mężczyzna wprowadza białego konia do środka, którego Bianca dosiada. Wraz z mężem Mickiem Jaggerem stali się wizytówką Studia. W kolejnym miesiącu imprezę wyprawił Stevie Wonder, a Robert De Niro, Martin Scorsese i Liza Minelli byli gwiazdami zabawy zorganizowanej z okazji premiery ich najnowszego filmu New York, New York. Informacje o szalonym miejscu pełnym gwiazd, dochodziły do najdalszych zakątków USA i powoli zaczęły przekraczać granice kraju. Każdego wieczoru, gdy odbywała się impreza, przed Studiem zbierał się tłum. Polityka klubu była prosta – dyktatura przed wejściem, demokracja na parkiecie. Żeby dostać się do środka, nie trzeba było być kimś znanym, ale trzeba było odpowiednio wyglądać. Selekcja bywała okrutna, ale gdy już się ją przeszło, można było zatańczyć z Michaelem Jacksonem albo porozmawiać z Trumanem Capote.
Choć przez kilka pierwszych miesięcy istnienia klubu jego popularność wznosiła się na wyżyny, prawdziwe szaleństwo miało dopiero nadejść. 14 grudnia do kin weszła Gorączka Sobotniej Nocy z Johnem Travoltą w roli głównej. Życie nowojorskich dwudziestolatków sportretowane na tle sobotnich dyskotek tętniących muzyką disco okazało się wielkim sukcesem finansowym i artystycznym. Muzyka zespołu The Bee Gees, która zdominowała ścieżkę dźwiękową z filmu królowała w każdym klubie, również w Studio. Nowojorczycy pragnęli poczuć się jak bohater filmu Tony Manero i być podziwianym na parkiecie, a najlepszym do tego miejscem okazało się właśnie Studio 54.
Na wieczorze sylwestrowym bawili się Andy Warhol (który stwierdził, że Studio stało się jego biurem), Halston, Bianca Jagger, Liza Minnelli i wielu innych. Klub wchodził w nowy 1978 rok, a jego sława zdawała się go wyprzedzać. Alkohol, narkotyki, przygodny seks stały się częścią Studia. W marcu w klubie odbyły się urodziny Elizabeth Taylor, w kwietniu Truman Capote i Andy Warhol zorganizowali imprezę z okazji rozdania Oscarów, a kilka tygodni później kreator mody Karl Lagerfeld urządził bal przebierańców. W maju Valentino świętował tam czterdzieste szóste urodziny, a w czerwcu studio filmowe Paramount Pictures wyprawiło przyjęcie z okazji premiery filmu Grease. Latem 1978 roku klub przeszedł renowacje (jedną z ważniejszych zmian było przeniesienie konsolety nad parkiet). We wrześniu Yves Saint Laurent wydał przyjęcie z okazji premiery swoich nowych perfum Opium. Imprezy w Studio 54 były magnesem zarówno dla nowojorskich maklerów pracujących na Wall Street, studentów prestiżowych uczelni, gwiazd kina i muzyki, pisarzy, projektantów mody jak i szarych ludzi, którzy na chociaż jedną noc chcieli wejść w świat pełen blichtru i przepychu. Na jednej z imprez pojawiła się matka ówczesnego prezydenta USA Jimmy’ego Cartera, Lillian. Po wyjściu dziennikarze spytali ją jak jej się podobało, ona odparła „Nie wiem czy byłam w piekle czy w niebie, ale było wspaniale”. O Studio 54 było coraz głośniej, jego popularność była gigantyczna, a stali bywalcy myśleli, że zabawa nie będzie miała końca, jednak on zbliżał się wielkimi krokami. W wywiadzie prasowym z grudnia 1978 roku Steve Rubell wypowiedział zaskakujące słowa, które w dużej mierze przyczyniły się do końca klubu. Stwierdził, że więcej pieniędzy zarabia tylko mafia i dziwi się, że IRS (amerykański urząd skarbowy) jeszcze ich nie skontrolował. Reakcja służb była tylko kwestią czasu. 
Kolejne miesiące mijały, a lista sław odwiedzających klub robiła się coraz dłuższa. Paul Newman, Keith Richards (który poznał tam swoją żonę), Tina Turner, Bill Murray, Sylvester Stallone, John F. Kennedy Jr., Salvador Dali, Diana Ross, Elton John, Lou Reed, Donna Karan, Alice Cooper, Michael Caine, John Belushi czy Muhammad Ali.

## Koniec
14 grudnia 1979 roku agenci federalni weszli do Studia. W ścianach znaleźli ukryte setki tysięcy dolarów, a Rubell i Schrager wkrótce mieli zostać oskarżeni o oszustwa podatkowe i zostać skazani na 18 miesięcy więzienia. Mimo kłopotów sylwestrowa impreza roku 1979 jak zwykle okazała się sukcesem, jeszcze w styczniu Giorgio Armani wyprawił tam swoje urodziny. 2 lutego 1980 roku zorganizowano Going Away Party – imprezę pożegnalną dla Rubella i Schragera. Dwa dni później rozpoczęli odsiadywać swój wyrok. Oficjalnie klub zamknięto w marcu. Plotka głosi, że ostatniego drinka wypił tam Sylvester Stallone. W listopadzie Studio zostało sprzedane Markowi Flaishmanowi za 4,75 miliona dolarów. Rubell i Schrager zostawili sobie rolę konsultantów. Z więzienia wyszli wcześniej – 30 stycznia 1981 roku. Studio 54 ponownie otwarto 12 września tego samego roku. Pod tą nazwą działało jeszcze 5 lat i choć przyciągało klientelę, już nigdy nie zyskało takiego statusu jak wcześniej. Rubell i Schrager zaangażowali się jeszcze w otwarcie nowojorskiego klubu Palladium. Steve Rubell zmarł 25 lipca 1989 roku z powodu komplikacji związanych z AIDS. Ian Schrager zaangażował się w biznes hotelarski i handel nieruchomościami, który z sukcesami prowadzi do dziś.

## Odniesienia w kulturze masowej
- W 1998 powstał film fabularny Klub 54, którego akcja dzieje się w Studio 54.
- W 2018 powstał film dokumentalny Studio 54, który opowiada historię klubu[7].